# Protectorat espanyol al Marroc
El Protectorat Espanyol al Marroc (àrab: حِمَاية إسبَانِيَا بالمَغْرب, Ḥimāyat Isbāniyā bi-l-Maḡrib; castellà: Protectorado español de Marruecos) és la figura jurídica aplicada a una sèrie de territoris del Marroc en què Espanya, segons els acords francoespanyols firmats el 27 de novembre de 1912, exercí un règim de protectorat. També es coneix com ocupació espanyola del Marroc (àrab: الاحتلال الاسباني للمغرب, al-iḥtilāl al-isbānī li-l-Maḡrib).
El protectorat consistia en dos territoris de l'actual Marroc, geogràficament diferents: la zona del nord del Marroc, que inclou les regions del Rif i Yebala, i la de Tarfaya, limitant amb el Sàhara Espanyol, al sud-oest i al nord amb el riu Draa com a frontera. Vuit mesos abans dels acords, França havia creat el seu propi protectorat sobre la major part de l'actual Marroc. Tanmateix, la creació d'una administració colonial sobre els territoris del protectorat en el Rif no es produiria fins al 1927, una vegada la zona va haver estat totalment pacificada. El protectorat duraria fins al 1956, excepte pel que fa al que es coneixia com a protectorat meridional o regió nord de les tres que es va dividir el Sàhara Espanyol.

## Antecedents
Els orígens remots del protectorat podrien trobar-se en els intents castellans i portuguesos d'expansió al nord d'Àfrica. Durant la segona meitat del segle xv i primera del segle xvi, Castella ocuparia successivament Melilla (1496), Ghassasa i Mers-el-Kebir (1505), el penyal de Vélez de la Gomera (1508), Orà (1509), el penyal d'Alger, Bugia i Trípoli (1510), Bona, Bizerta, Tunis i la Goleta (1535), mentre que Portugal centrava la seva expansió en el litoral atlàntic, prenent Ceuta (1415), Tànger (1471), Mazagan (1502), Mogador (1516), Agadir (1505)... La major part de les places es van perdre durant el mateix segle xvi, de manera que a l'assumpció de la corona portuguesa per part de Felip II, les úniques places en mans dels reis hispànics eren Melilla, el Penyal de Vélez de la Gomera, Orà-Mers-el-Kebir (pel cantó castellà) i Ceuta, Tànger i Mazagan (pel portuguès).
Encara que durant el regnat de Felip III de Castella es van conquistar també Larraix (1610) i la Mámora (1614), l'ascens de la dinastia alauita va significar la conquesta de la major part de les places en mans de països occidentals. A la mort del soldà Muley Ismael (1672-1727), només Mazagan (Portugal), Tànger (Anglaterra) i Ceuta (que havia preferit seguir al costat dels reis espanyols en 1640, quan Portugal es va independitzar), Melilla, les illes Alhucemas (ocupades en 1673) i el Penyal de Vélez de la Gomera, en mans espanyoles, escapaven del seu domini. D'aquesta forma, només Ceuta, Melilla, les illes Alhucemas i el penyal de Vélez de la Gomera seguien en mans espanyoles a l'inici del segle xix. Les places havien conservat sempre un caràcter de presidis, l'ampliació dels quals havia estat una constant durant el segle xviii. En 1774, el soldà Sidi Mohamed va atacar Melilla, la qual va estar sotmesa a un setge que va durar tres mesos. No obstant això, el setge va ser infructuós i el soldà del Marroc va decidir adoptar una política amistosa cap a Espanya.
Ja en el segle xix, la debilitat del soldanat marroquí duu a una progressiva intervenció de països occidentals en els seus afers interns, notablement França, Regne Unit i Espanya. En el cas espanyol, amb el pretext de respondre a un atac sobre Ceuta portat a terme per algunes tribus limítrofes (Incident de la kabila d'Anyera), Espanya atacà a les forces marroquines desenvolupant unes operacions militars de certa envergadura que desembocaren en la batalla de Castillejos, la presa de Tetuan (1860) i la signatura dels tractats de 1860 (Tractat de Pau i d'Amistat entre Espanya i Marroc o de Wad-Ras) i 1861. Mitjançant aquests tractats: 
- S'amplien els límits de Ceuta i Melilla
- Es concedeix a Espanya un territori en Santa Cruz de Mar Pequeña (Sidi Ifni) que permeti instal·lar un establiment pesquer.
- S'obliga al soldà del Marroc a pagar una indemnització de 100 milions de francs-or, garantits per l'ocupació de Tetuan.
- El Marroc es compromet a la signatura d'un tractat comercial i a facilitar l'establiment diplomàtic espanyol a Fes.

Encara que el pagament de la indemnització va crear enormes dificultats financeres al Marroc, la indemnització va ser finalment pagada, pel que Tetuan va ser retornada el 2 de maig de 1862.
El Marroc s'havia convertit en una cruïlla dels interessos europeus: Gran Bretanya, molt sensible a qualsevol amenaça a la seva ruta imperial cap a l'Índia, recelava de la presència francesa en el nord d'Àfrica. França, ocupada ja d'Algèria i poc després Tunis, desitjava consolidar el seu domini sobre el nord d'Àfrica, al mateix temps que vetllava per la seguretat d'Algèria, aviat dividida en tres departaments francesos. Espanya, per la seva banda, buscava assegurar els seus presidis nord-africans al mateix temps que impedir ser ofegada per altres països (notablement França). També buscava una alternativa als imperis colonials perduts a Amèrica. Finalment, Alemanya intervindria al Marroc buscant atiar les divergències entre Gran Bretanya i França. Són precisament les apetències alemanyes les que forçaren França i Gran Bretanya a arribar a un acord, de manera que en 1890, Gran Bretanya decideix deixar mans lliures al Marroc a França (la qual fa el propi amb Egipte en favor d'aquella).
Després dels tractats signats entre el sultà del Marroc i el govern espanyol en els anys seixanta, les relacions amb Espanya foren de pau relativa, amb el propòsit de mantenir l'statu quo. No obstant això, la pau es veuria pertorbada per la crisi de Melilla, que va començar en 1890 i va seguir durant els tres anys següents. Durant aquests anys, els xocs entre les tropes espanyoles estacionades a Melilla i les tribus rifenyes limítrofes havien augmentat, fins a culminar en l'atac a la ciutat durant els dies 27 i 28 d'octubre de 1893, en el qual va morir el general Margallo, governador militar de Melilla. El govern espanyol destacà tropes a Melilla al comandament del general Martínez Campos, davant la possibilitat d'una guerra, el soldà Mulay Hasan destaca al seu germà, amb forts efectius, el qual assoleix reduir la rebel·lió rifenya.
A aquests enfrontaments va seguir un nou període de pau relativa, que hauria de canviar després de la pèrdua de les últimes colònies a Amèrica i el Pacífic en 1898. A partir de llavors, Espanya es va bolcar en la seva expansió sobre el Marroc. França necessitava aliats i li va oferir a Espanya en 1902 el repartiment del Marroc en dues zones d'influència. Donava a Espanya una zona al nord, entre els rius Sebú i Muluya, i altra al sud, entorn de l'antic establiment de Santa Cruz de la Mar Pequeña. El govern espanyol no va acceptar llavors, car temia que Gran Bretanya s'hi oposés, però el 1903 Espanya va veure que els britànics no s'hi oposaven i va signar el tractat franco-espanyol. No obstant això, aquest tractat va reduir la zona espanyola en la part nord, sense Tànger, car França ja no necessitava el seu suport, ja que tenia el britànic. En 1904 Gran Bretanya i França signaven una convenció, per la qual ambdues declaraven que si el soldà no podia mantenir l'ordre, Espanya i França establirien sengles protectorats al Marroc.
Davant la marginació que això suposava per a Alemanya, el Kàiser va desembarcar a Tànger en 1905. Per a evitar una guerra, es va convocar una Conferència internacional per a parlar sobre el Marroc. En 1906 es va celebrar la Conferència d'Algesires (15 de gener - 7 d'abril), la qual, encara que afirmant respectar la independència marroquina, significaria de fet la seva fi. En la conferència es van veure frustrats els intents alemanys per participar en el repartiment del Marroc, però es va acordar el dret de tots els països d'assolir acords econòmics amb el Marroc. A més, s'acceptava el repartiment del país en zones d'influència entre França i Espanya, i el dret d'aquestes a intervenir en elles, si el soldà no era capaç de mantenir l'ordre. Després dels desordres de Casablanca (1907), es comença l'ocupació de les diferents zones d'influència. Finalment, França i Espanya accepten retirar les seves tropes després de diversos episodis bèl·lics. En el cas d'Espanya, cal destacar la denominada guerra de Melilla de 1909, en la qual les tropes espanyoles sofrixen un greu revés militar en la muntanya Gurugú i el barranco del Lobo (redreçat amb prou feines) amb greus repercussions en la política interior espanyola (Setmana Tràgica). El resultat seria finalment l'ampliació de la zona d'influència melillenca per la conca del riu Kert fins a Zeluan i Nador d'una banda, i fins al Cap Tres Forcas per la part oposada.
En 1911 el Marroc estava en completa anarquia. D'acord amb el que preveu la Conferència d'Algesires, el soldà va demanar ajuda a França. Tropes franceses van ocupar la capital del Marroc, Fes. Espanya va ocupar Larraix i Alcazarquivir. Alemanya va enviar una canonera a Agadir. Això va donar lloc a l'acord franc-alemany pel qual Alemanya renunciava al Marroc, i acceptava el Protectorat francès sobre l'indret, a canvi de la cessió de la colònia de Nou Camerun, que donava sortida al mar al Camerun Alemany.

## Evolució del protectorat
Les contínues ingerències francoespanyoles faran insostenible la posició del soldà, qui, el març signa el Tractat de Fes amb França, pel qual s'estableix formalment el Protectorat francès del Marroc. Mitjançant el Tractat Hispà-Francès signat el 27 de novembre, França va reconèixer a Espanya el territori de la zona nord del Marroc, de manera que va establir-se el protectorat espanyol, amb capital a Tetuan. Els límits entre les zones francesa i espanyola van ser establerts al nord del riu Uarga. Mitjançant el reial decret de 27 de febrer de 1913 se'n va establir l'organització.
Pel febrer de 1913, comença l'ocupació formal del territori, amb l'ocupació pacífica de Tetuan per part del general espanyol Felipe Alfau Mendoza. Posteriorment arriba el primer Califa o representant del soldà de la zona Mulay al-Mahdi, substituït pel seu fill Mulay el-Mahdi en 1923. La premsa de l'endemà va titular: La bandera d'Espanya tremola al vent sobre l'Alcassaba de Tetuan com fa 53 anys (recordant així la primera entrada realitzada en 1860 pel general Prim.
La resistència dels marroquins a l'ocupació va fer que calgués enviar reforços: en 1913 es van arribar els 50.000 soldats espanyols. No obstant això, el començament de la Primera Guerra Mundial, va fer que Espanya deixés d'ocupar territoris, per a evitar una guerra amb altres potències europees.
Acabada la guerra, es reprenen les operacions militars que dugueren el 1919 a l'alt comissari, general Dámaso Berenguer, a establir la pau a Anyera, el Haus i Wad Ras. El 1920 s'ocuparen les altures del Gorges i Ben Karrich i en setembre, després d'una llarga marxa, les altures de Beni Hasan i Xauen. Després del desastre d'Annual, el juliol de 1921, davant les cabiles d'Abd el-Krim, s'obre el camí cap a la dictadura de Primo de Rivera. Seria no obstant això el dictador qui organitzaria en 1925 el desembarcament d'Alhucemas, que amb ajuda francesa suposaria la fi de les guerres del Marroc i l'inici de la pacificació definitiva de la zona i la seva articulació administrativa.
Durant la Guerra del Rif, en 1921-1927, forces combinades francoespanyoles van llançar bombes de gas mostassa sobre els rebels amazics. Calgueren 100.000 soldats espanyols i 325.000 francesos per a completar el control del territori.
L'1 de maig de 1931 els obrers marroquins es manifesten demanant la igualtat amb els espanyols, i 800 notables marroquins enviaren una carta al President Niceto Alcalá-Zamora demanant-li la igualtat en tots els aspectes amb els espanyols. No obstant això, la Segona República espanyola només va portar dos canvis: es va concedir la nacionalitat espanyola als jueus, i el 5 d'abril de 1934 es va ocupar Ifni. El juliol de 1936, Espanya disposava al Marroc d'un exèrcit de 32.000 homes, inclosos els nadius. El 17 de juliol de 1936 s'inicià a Melilla la revolta militar que s'estén a la resta del protectorat. El dia 19 arriba a Tetuan el general Franco per via aèria des de les illes Canàries, per a fer-se càrrec de l'exèrcit d'Àfrica, el pas del qual al territori metropolità seria clau en el desenvolupament de la revolta i conseqüent Guerra Civil. El règim franquista va aprofitar la derrota francesa en 1940 per a ocupar la ciutat de Tànger (fins aleshores amb un estatut de ciutat internacional). L'ocupació duraria fins al final de la II Guerra Mundial en 1945.
Amb l'alliberament del Marroc francès en 1942, els marroquins van fundar partits polítics en tot el Marroc. En el Protectorat espanyol van sorgir el Reformista i l'Unionista, que ràpidament es van fusionar en el Partit Reformista i van publicar un manifest demanant la independència. Ambdós van ser tolerats per Espanya. Mentre, el sultà del Marroc Mohamed V va refusar per primera vegada en 1944 les decisions del Resident francès (principal representant del govern).
Mohamed V va refusar per primera vegada en 1944 les decisions del Resident francès (principal representant del govern). Aquest gest era un símptoma de la creixent agitació nacionalista en contra del domini estranger. En 1946 el Partit Reformista reclama que els marroquins puguin explotar les riqueses del seu país en empreses mixtes amb els espanyols, a l'estil del que ja es permetia en el Marroc francès. En 1948 els partits nacionalistes marroquins formaren un Front Nacional amb l'objectiu d'assolir la independència. En repetides ocasions, el soldà va assenyalar que ell desitjava el mateix. Per això, en 1952 França va deposar el soldà i va bandejar-lo. Espanya va mostrar el seu descontentament per no haver estat informada prèviament: en 1954 Franco declara que el Protectorat espanyol romandrà sota la sobirania del khalifa, nomenat pel soldà, ja que el seu cessament exigia el consentiment previ espanyol. Això va fer que la situació al Marroc francès anés deteriorant-se, cosa que va dur als francesos a permetre el seu retorn en 1955. Un any després, el 2 de març de 1956, Mohammed V va aconseguir el reconeixement de la independència del seu país per part de França. El 7 d'abril, Espanya, malgrat de les protestes formulades per l'Exèrcit (entre altres pel general García Valiño, alt comissari) reconeix la independència marroquina. Finalitzaven d'aquesta forma els protectorats exercits per França i Espanya, respectivament, sobre el Marroc. Tarfaya va passar a la sobirania marroquina en 1958, mentre que Ifni, que s'havia convertit en província espanyola aquest mateix any, ho fou onze anys més tard, seguint les resolucions de Nacions Unides.

## Dades geopolítques
- Límits: al nord amb el Mar Mediterrani i els enclavaments espanyols de Ceuta i Melilla, a l'oest amb l'oceà Atlàntic i la Zona internacional de Tànger, al sud i a l'est amb el Protectorat francès del Marroc.
- Superfície: uns 20.000 km², en els quals les zones muntanyenques i les àrides planes deixaven poc espai per a les terres cultivables (al voltant del 14% de la superfície total).

### Organització administrativa
El règim administratiu del Protectorat deriva del concepte mateix de protectorat, existint una dualitat formal d'autoritats. D'una banda, existia una administració marroquina, al capdavant de la qual es trobava el califa, el qual exercia, per delegació del soldà, tots els seus poders, fonamentalment el legislatiu, que exercia mitjançant el dahir (decret). També era la màxima autoritat religiosa. Aquest govern dirigit pel khalifa rebia la denominació de Majzen i estava dividida en departaments, a manera de ministeris, coordinats pel gran Visir. Els ministres eren el qadi al-qudat (cap o jutge de jutges), el Visir dels Habus (patrimoni inalienable del sultà les rendes del qual es destinen a una obra o institució piadosa o religiosa), l'amin al-amlak i l'amin al-umana (ministre d'Hisenda). El jalifa era nomenat pel soldà d'entre una dupla proposada pel govern espanyol. El primer khalifa, Muley el Mehdi, va prendre possessió del seu càrrec a Tetuan el 27 d'abril de 1913. Només dos khalifes van ocupar el càrrec fins a la independència del Marroc, el ja citat Muley el Mehdi (entre 1913 i 1923) i el seu fill Muley el Hassan bin el Mehdi (que va assumir als tretze anys, "regnant" entre 1925 i 1941 i més tard entre 1945 i 1956), pertanyents a la família real marroquina i descendents del sultà Mulay Hasan.
L'administració espanyola estava dirigida per un alt comissari, una figura desenvolupada a imatge i semblança dels alts comissionats anglesos, formalment acreditada davant el khalifa, com a representant del soldà, però de fet la màxima autoritat en el Protectorat. L'Alta Comissaria dirigiria l'acció política d'Espanya en el Protectorat, i d'ella emanaven les ordres i instruccions. L'alt comissari estava assistit per diverses departaments (Afers Indígenes, Foment i Hisenda). Existia un interventor territorial en cadascuna de les regions, representat directament a la Delegació d'Afers Indígenes. Hi eren subordinats interventors comarcals i, finalment, interventors locals. El manteniment de l'ordre estava a càrrec dels Regulars i de la Policia Indígena. En l'aspecte militar, l'alt comissari estava assistit per tres comandants amb seu a Ceuta, Melilla i Larraix.
Hi va haver un total de vint alts comissaris en els quaranta-tres anys de durada del Protectorat, en la seva immensa majoria militars (tots menys Silvela, que va exercir en 1923, i tres dels cinc nomenats per la República: Luciano López Ferrer, Juan Moles i Manuel Rico Avello):
| Mandat               | Titular                                                                |
| -------------------- | ---------------------------------------------------------------------- |
| 1913                 | Felipe Alfau y Mendoza                                                 |
| 1913 - 1915          | José Marina Vega                                                       |
| 1915 - 1919          | Francisco Gómez-Jordana Sousa (primer mandat)                          |
| 1919 - 1922          | Dámaso Berenguer                                                       |
| 1922 - 1923          | Ricardo Burguete                                                       |
| 1923                 | Luis Silvela                                                           |
| 1923 - 1924          | Luis Aizpuru                                                           |
| 1924 - 1925          | Miguel Primo de Rivera                                                 |
| 1925 - 1928          | José Sanjurjo (primer mandat)                                          |
| 1928 - 1931          | Francisco Gómez-Jordana Sousa (segon mandat)                           |
| 1931                 | José Sanjurjo (segon mandat)                                           |
| 1931 - 1933          | Luciano López Ferrer                                                   |
| 1933 - 1934          | Joan Moles i Ormella (primer mandat)                                   |
| 1934 - 1936          | Manuel Rico Avello                                                     |
| 1936                 | Joan Moles i Ormella (segon mandat, deposat per la sublevació militar) |
| 1936                 | Arturo Álvarez-Buylla Godino (en funcions)                             |
| 1936                 | Eduardo Sáenz de Buruaga y Polanco                                     |
| 1936                 | Francisco Franco                                                       |
| 1936 - 1937          | Luis Orgaz Yoldi (primer mandat)                                       |
| 16 abril 1937 - 1939 | Juan Luis Beigbeder Atienza                                            |
| 1940 - 1941          | Carlos Asensio Cabanillas                                              |
| 1941 - 1945          | Luis Orgaz Yoldi (segon mandat)                                        |
| 1945 - 1951          | José Enrique Varela Iglesias                                           |
| 1951 - 1956          | Rafael García Valiño                                                   |

### Khalifes (representants del sultà)
- Mulay al-Mahdi bin Isma'il bin Muhammad 19 d'abril de 1913 - 9 de novembre de 1923
- Càrrec vacant 9 de novembre de 1923 - 9 de novembre de 1925
- Mulay Hassan bin al-Mahdi 9 de novembre de 1925 - 16 de març de 1941
- Càrrec vacant 16 de març de 1941 - octubre de 1945
- Mulay Hassan bin al-Mahdi Octubre de 1945 - 7 d'abril de 1956 (segona vegada)

### Organització territorial
Localitats més importants són Arcila, Xauen, Tetuan, Villa Sanjurjo, Nador, Larraix. Al principi, les autoritats espanyoles van distribuir el territori assignat de forma genèrica en tres demarcacions posades sota l'autoritat de les comandàncies generals de Ceuta, Melilla i Larraix. No obstant això, aquesta divisió no va ser definitiva. En 1918, el protectorat es dividia en dues úniques zones, oriental i occidental, sota l'autoritat de les comandàncies militars de Melilla i Ceuta respectivament. En 1927, una vegada pacificat i ocupat efectivament el territori, l'Alta Comissaria va començar a organitzar el territori en regions. En caure la monarquia i instaurar-se la República, es van crear tres regions civils. L'organització definitiva, que es mantindria fins al final del protectorat, data de 1935, quan el servei d'Intervencions va dividir el territori en cinc regions: Yebala, Lucus, Gomara, Rif i Kert.
| Regió  | Superfície (km²) | Capital                           |
| Lucus  | 3.114            | Larraix                           |
| Yebala | 3.038            | Tetuan, capital del Protectorat.  |
| Gomara | 3.912            | Xauen                             |
| Rif    | 3.475            | Villa Sanjurjo (actual Alhucemas) |
| Kert   | 6.117            | Villa Nador                       |